# Port de Calvi
Pour les articles homonymes, voir Port (homonymie) et Calvi (homonymie).
Le port de Calvi est un port de plaisance du golfe de Calvi, à Calvi, en Corse.

## Histoire
La fondation de ce port du golfe de Calvi, en Haute-Corse, remonte à l'Antiquité, implanté au bord de la basse-ville et au pied de l'actuelle citadelle de Calvi (du XIIIᵉ siècle).

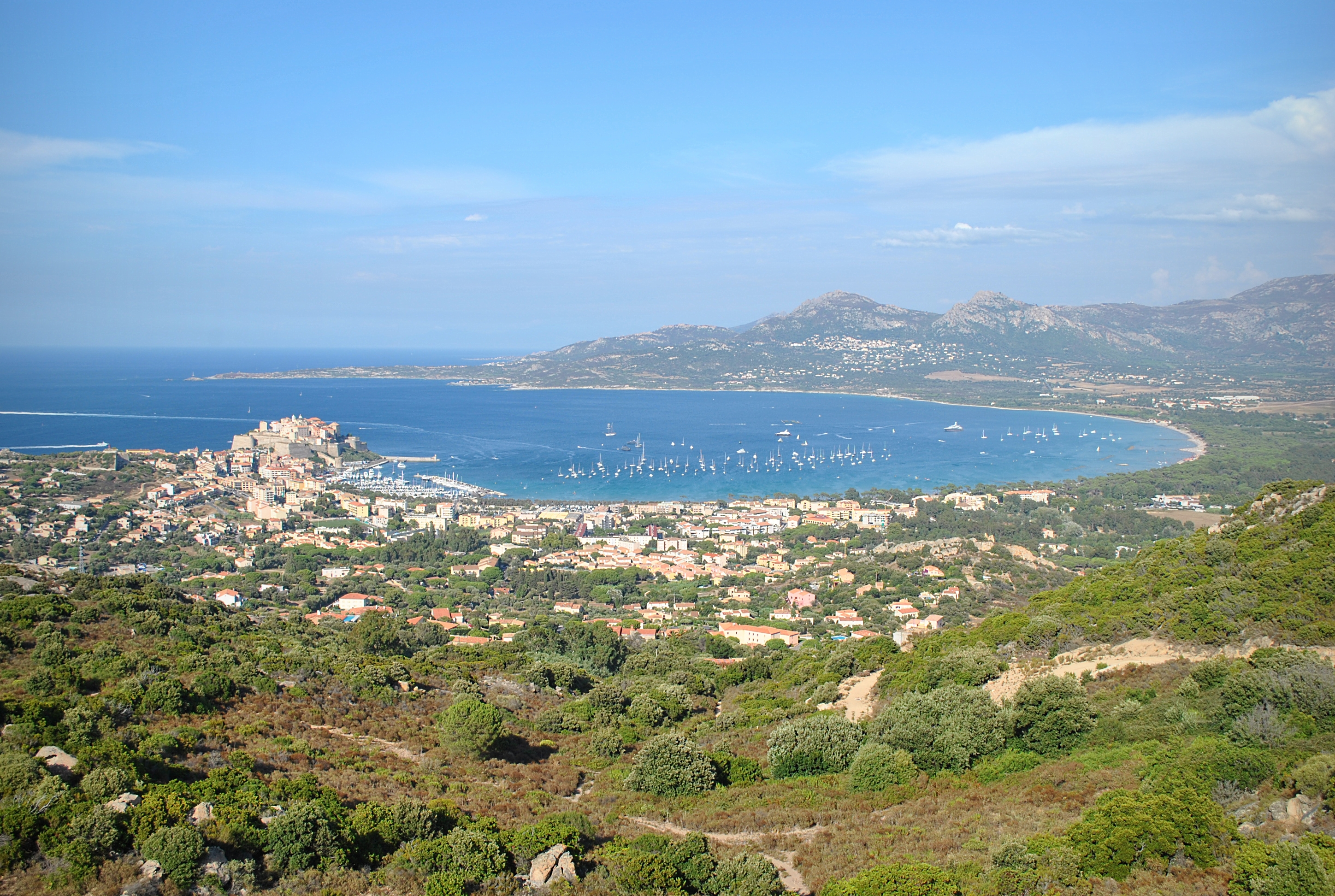
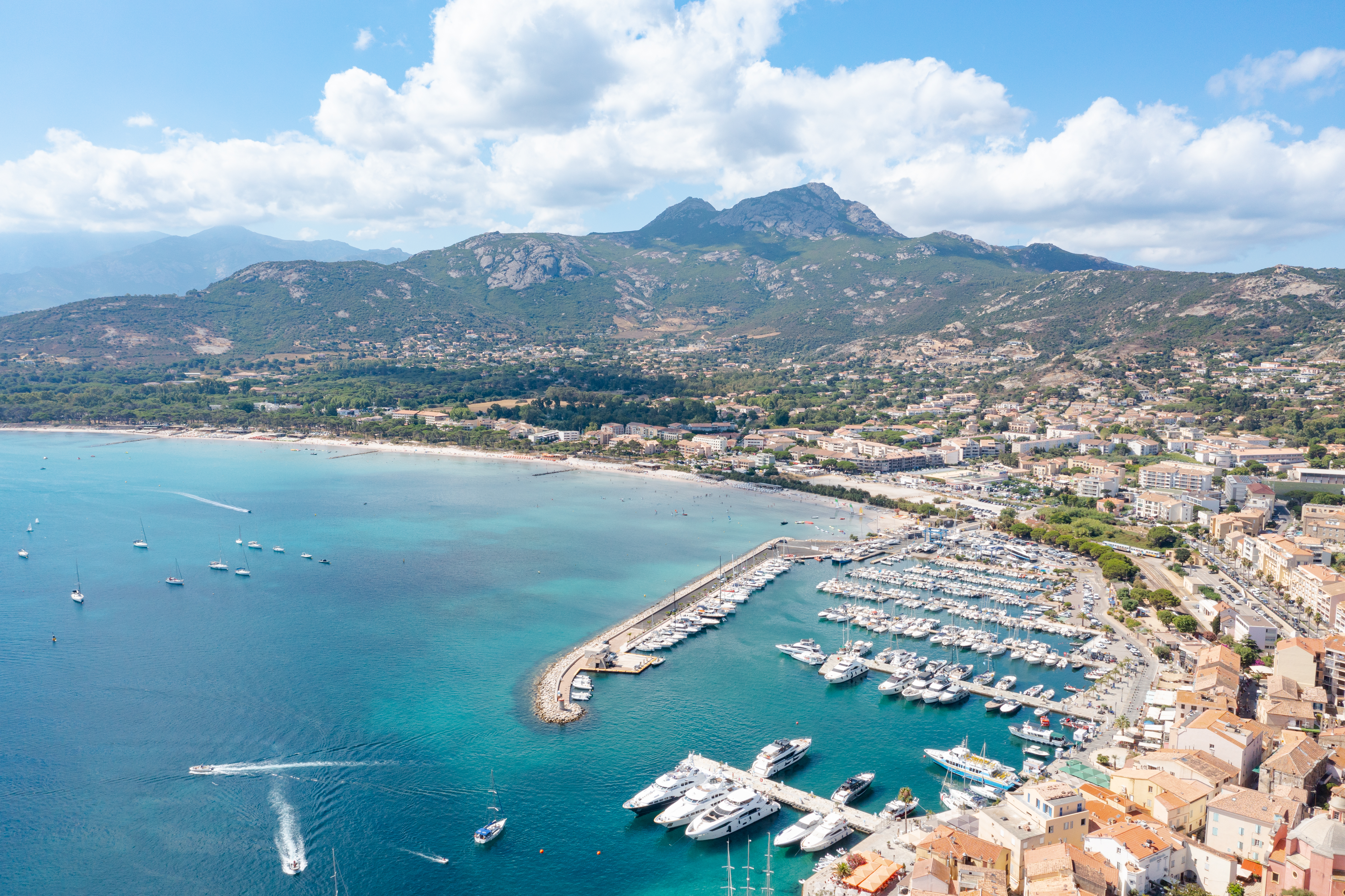
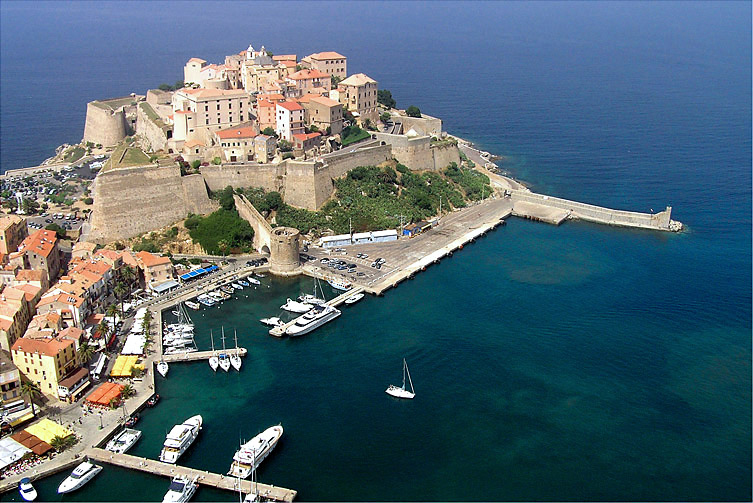

Le port de plaisance Xavier Colonna (maire de Calvi de 1974 à 1981) offre une capacité d'environ 500 places pour quelques pointus, bateaux de plaisance et yachts de 80 à 130 m,.

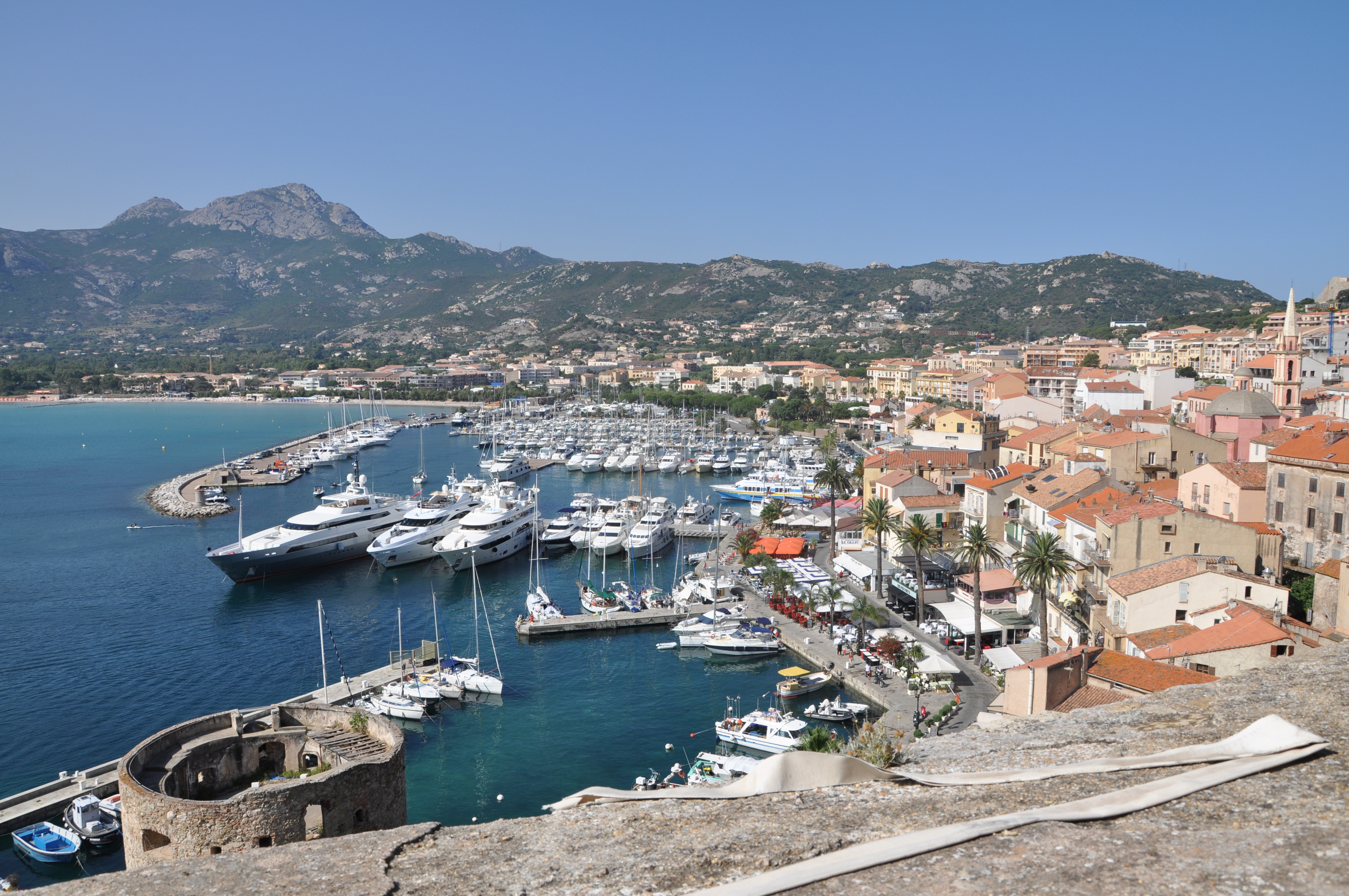
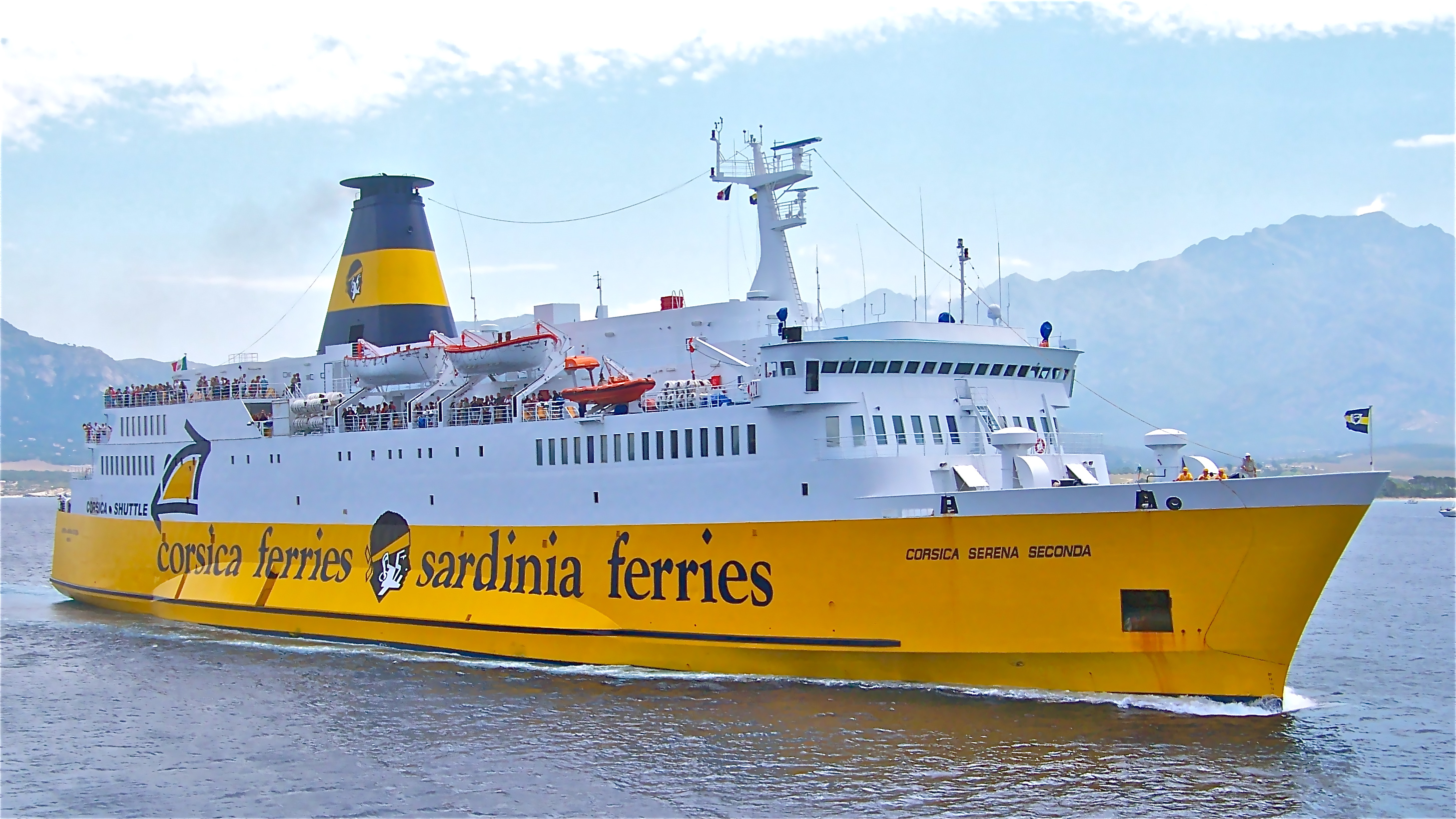

Il accueil également des ferrys et de nombreux navires de croisière d'escale en haute saison touristique.

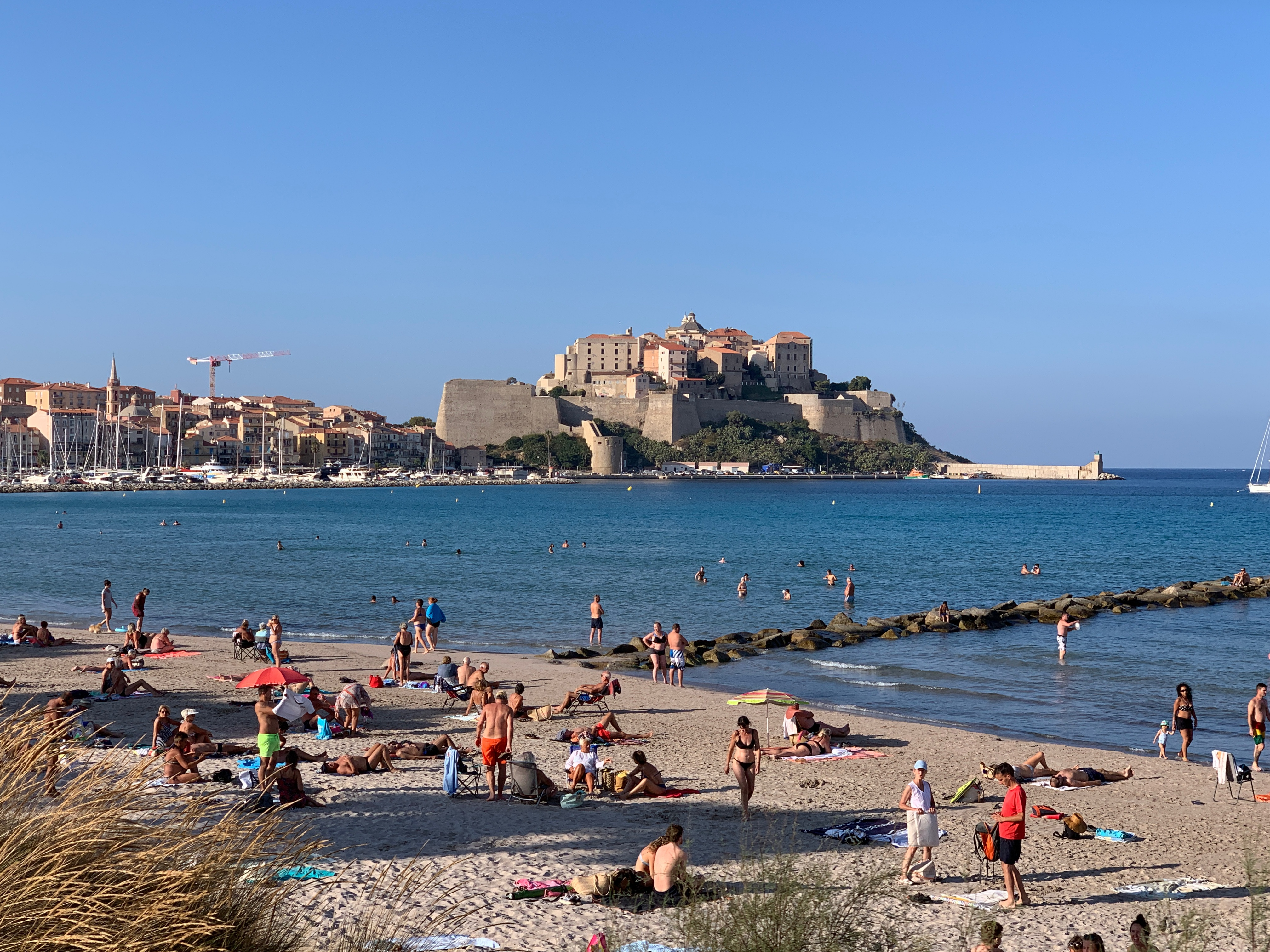
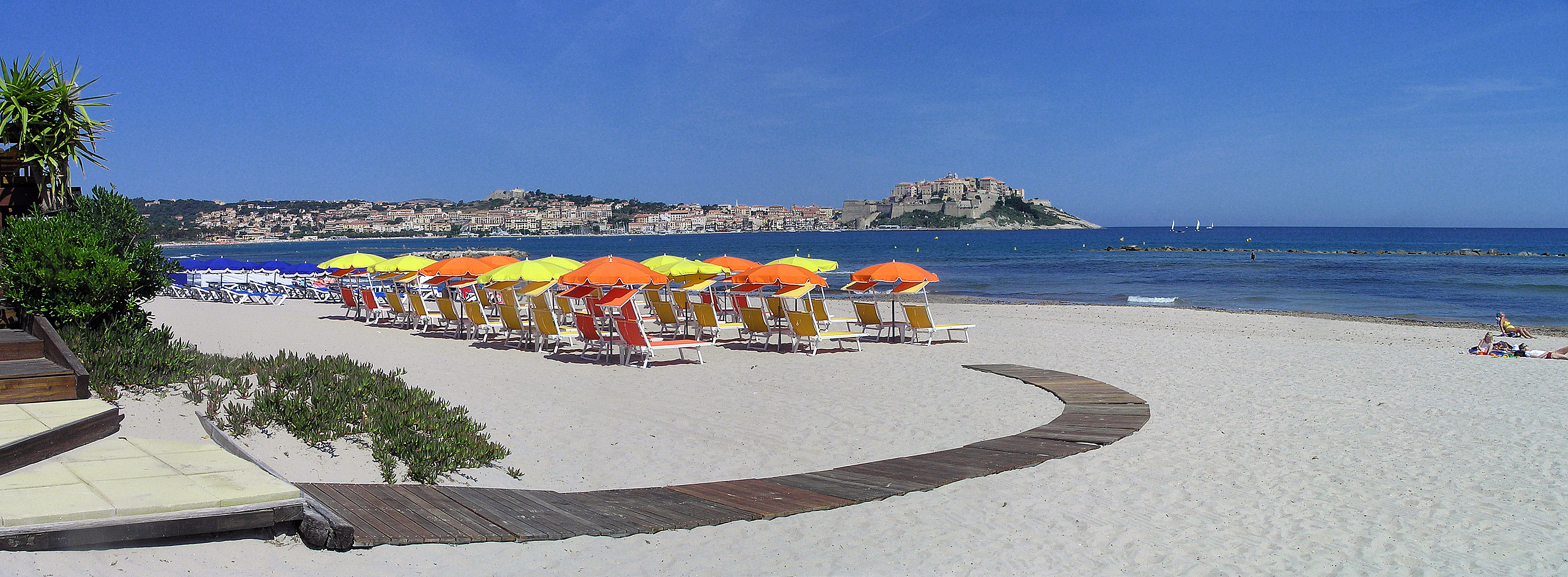
Vu depuis la plage de la pinède de Calvi

## Maison de naissance de Christophe Colomb
Christophe Colomb nait en 1451 dans la république de Gênes. Son lieu de naissance est incertain, mais la tradition orale corse locale affirme qu'il serait né ici, dans sa maison natale de la citadelle de Calvi, voisine de la pro-cathédrale Saint-Jean-Baptiste, et proche du port qu'elle domine, à une période où Calvi est sous domination génoise.